# Antonine Odérieu
Antonine Odérieu née le 19 janvier 1857 à Rouen et morte le 25 août 1908 à Paris est une peintre en miniature française.

## Biographie
Antonine Félicité Odérieu est la fille de Claude Hubert Odérieu, négociant, et d'Eulalie Hyacinthe Richou.
Élève de Charles Chaplin, elle expose au Salon à partir de 1877 des aquarelles et des miniatures et devient membre de la Société des artistes français.
Elle obtient une mention honorable en 1892 , une médaille de troisième classe en 1894, la médaille d'or à l'Exposition universelle de 1900 et le prix Maxime-David en 1906.
Elle meurt célibataire à Paris à l'âge de 51 ans. Elle est inhumée le 28 août 1908 au cimetière parisien de Saint-Ouen.